# 中條裕章
中條 裕章（なかじょう ひろあき、1993年 - ）は、日本の実業家。
2017年、東北大学在学中に株式会社ALLIを設立。福井県越前市出身。

## 経歴
福井県立武生高校を卒業。東北大学中退。
大学在学中より経営者を志す。ITを学ぶために2年間インドに留学。現地のIT企業にてインターンとして活躍。帰国後、自身の株式会社ALLIを設立。
ウェブマーケティングを軸に複数の事業を立ち上げ。
現在は、成果報酬型のウェブ広告代理サービス「マジゼロ」、及びリスト獲得サービス「アドリスト」が主な事業となっている。
また、Instagram運用では合計50万フォロワー。
趣味のポーカーでは日本最大規模の大会「JOPT」にて入賞する実力。